# Alfredo Fogel
Alfredo Fogel – argentyński piłkarz występujący na pozycji obrońcy. Także trener.
Fogel rozpoczął karierę piłkarską w klubie Rosario Central, z którym w 1941 roku zajął w lidze ostatnie miejsce i spadł do drugiej ligi. Po powrocie w 1944 roku zajął w pierwszej lidze 11. miejsce. Jako gracz klubu Rosario Central wziął udział w turnieju Copa América 1945, gdzie Argentyna zdobyła tytuł mistrza Ameryki Południowej. Fogel nie zagrał w żadnym meczu.
Fogel przez całą, bardzo długą karierę, grał w klubie Rosario Central, w którym rozegrał 326 meczów i zdobył 6 bramek, z tego 236 meczów w pierwszej lidze (13. miejsce w tabeli wszech czasów). W latach 1955–1956 był również grającym trenerem klubu. Wziął nawet udział w turnieju Copa Libertadores 1972.
Nigdy nie zagrał w narodowej reprezentacji, choć był do niej powoływany.